# Catervari
A l'antiga Roma, els catervaris (en llatí: Catervarii) eren els gladiadors (concretament, els púgils) que combatien en grup, en contrast amb el sistema habitual de combatre individualment un gladiador contra un altre. El seu origen etimològic rau en el mot caterva, que significa 'colla', i en fa un cognat de la paraula catalana «catèrvola».